# ایستگاه ناگویا
ایستگاه ناگویا (انگلیسی: Nagoya Station) ایستگاه اصلی راه‌آهن در ناکامورا-کو، ناگویا، ژاپن است.
این ایستگاه که در سال ۱۸۸۶ تأسیس شده با ۴۱۰٬۰۰۰ مترمربع مساحت بزرگترین ایستگاه راه‌آهن جهان محسوب می‌شود، همچنین مقر شرکت راه‌آهن مرکزی ژاپن در ایستگاه ناگویا قرار دارد.

## نگارخانه

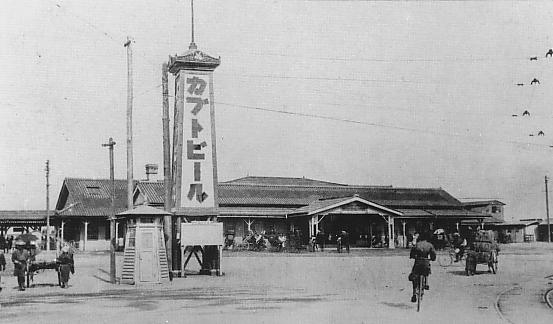
مابین ۱۹۱۲-۱۹۳۷
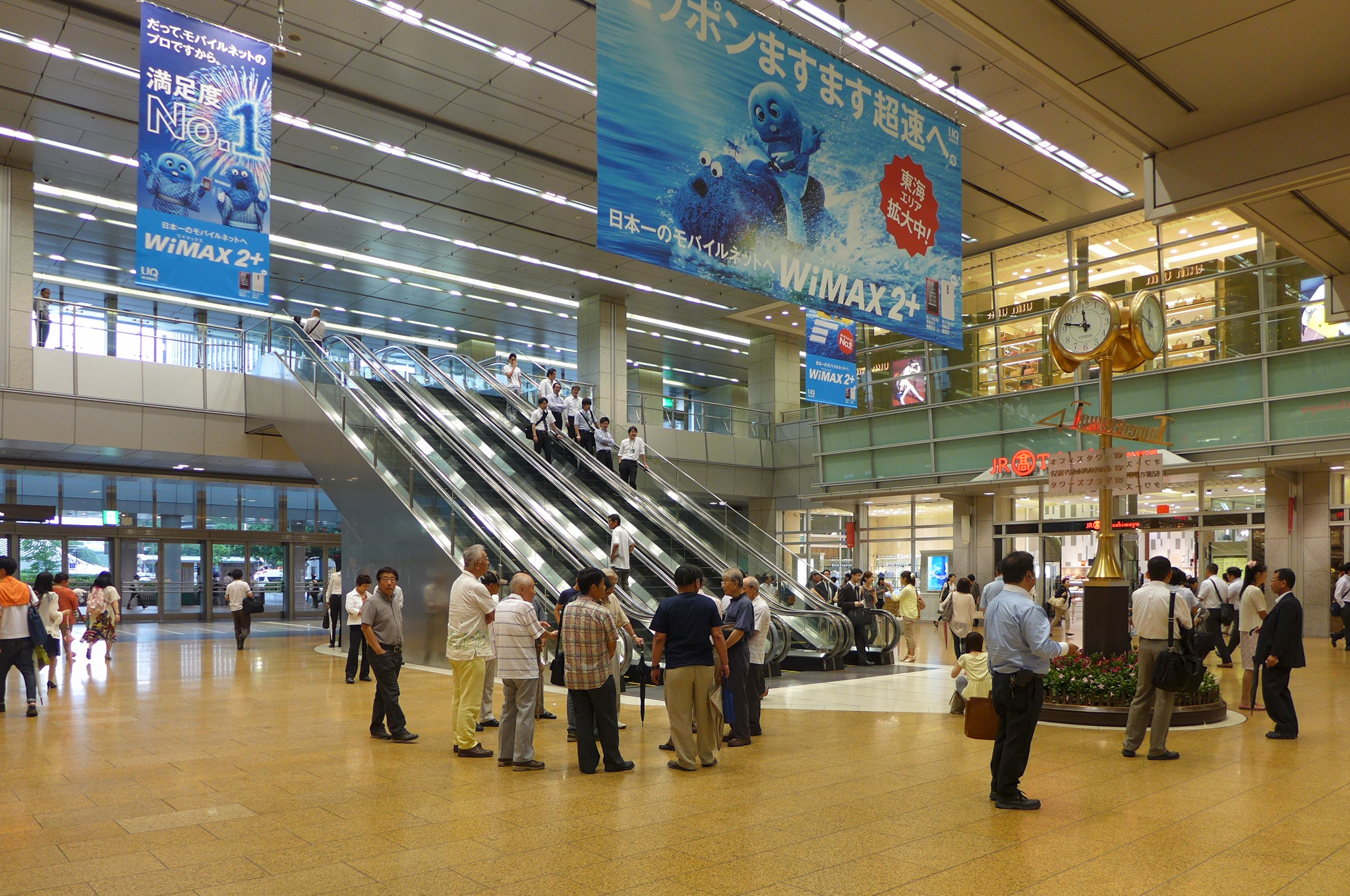
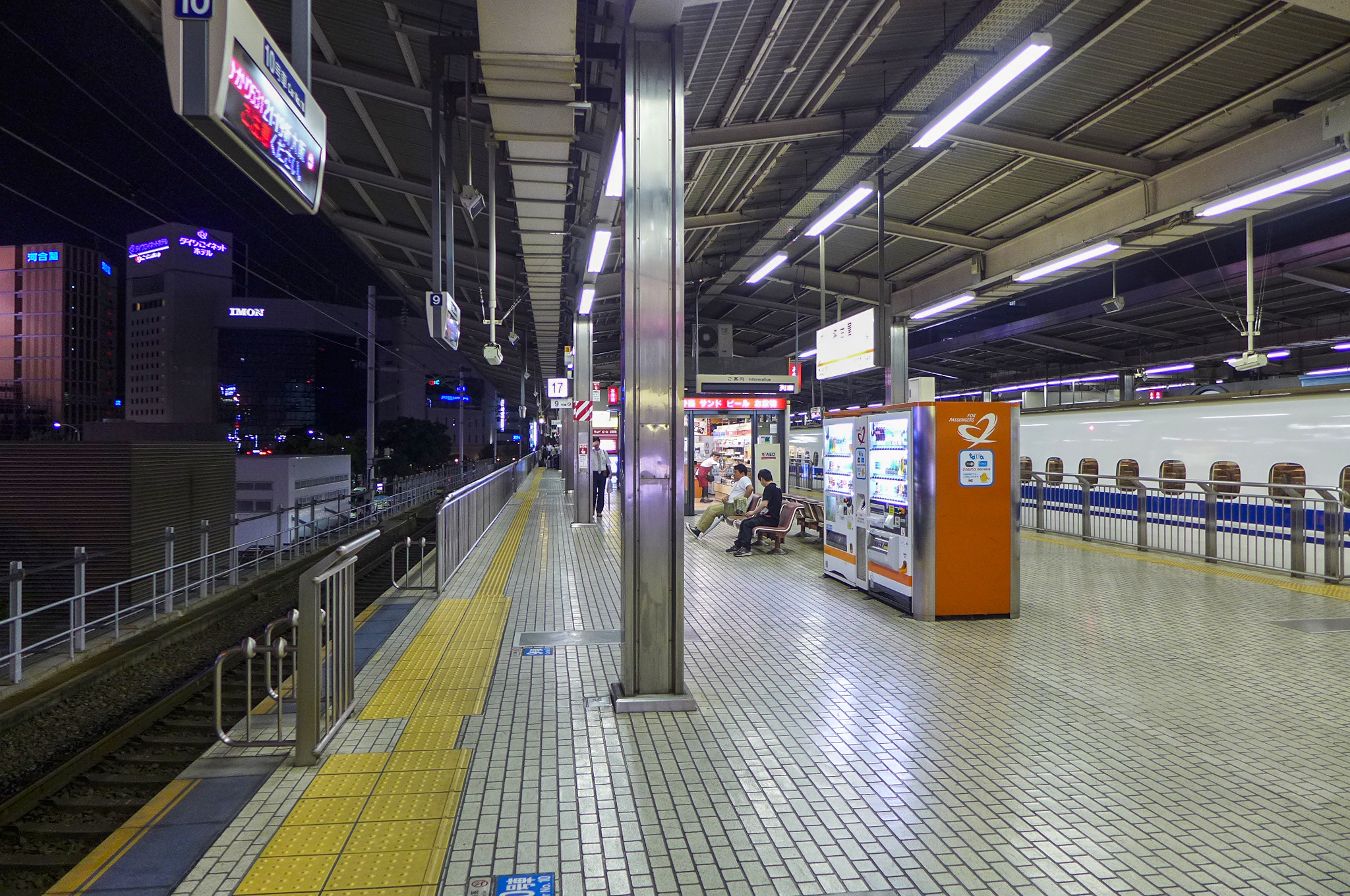